# 王景茂
王景茂（1940年4月—），男，山东莱州人，中华人民共和国政治人物，曾任中直机关工委副书记，第九、十届全国政协委员。